# スフミ駅
スフミ駅（スフミえき、英: Sukhumi Railway station）は、アブハジア共和国またはアブハジア自治共和国の首都スフミにある駅である。

## 歴史
1930年代初頭に、鉄道がアブハジア（アブハジア社会主義ソビエト共和国〜アブハズ自治ソビエト社会主義共和国）に到達した。
1940年に、アブハジア鉄道がイングリからスフミまで開業し、その後の1942年にはスフミ - アドレル線が開業した。
1949年に、アブハジア鉄道はトランスコーカシアン鉄道の一部となった。
現在の駅舎は、1950年代半ばに建造された。
1992年初頭には、スフミ経由の列車が通っている。
- モスクワ - トビリシ
- モスクワ - チャルトゥボ
- モスクワ - バトゥミ
- モスクワ - スフミ
- モスクワ - エレバン
- ロストフ・ナ・ドヌ - エレバン
- キエフ - トビリシ
- サンクトペテルブルク - スフミ
- ソチ - エレバン

2002年12月5日に、スフミ - ソチ列車のためにプソウ川に橋梁が架けられた。
2004年に、鉄道（プソウからスフミまで）のアブハジア区間は、ロシア連邦の建設会社によって行われる本格的な復旧作業を開始した。
復旧期間中、列車の運行は休止された。
同年9月10日に、アブハジア鉄道のスフミ - モスクワ列車が運行開始した。

## 列車
- モスクワ - スフミ[2]
- サンクトペテルブルク - スフミ
- ベルゴロド - スフミ

## ギャラリー

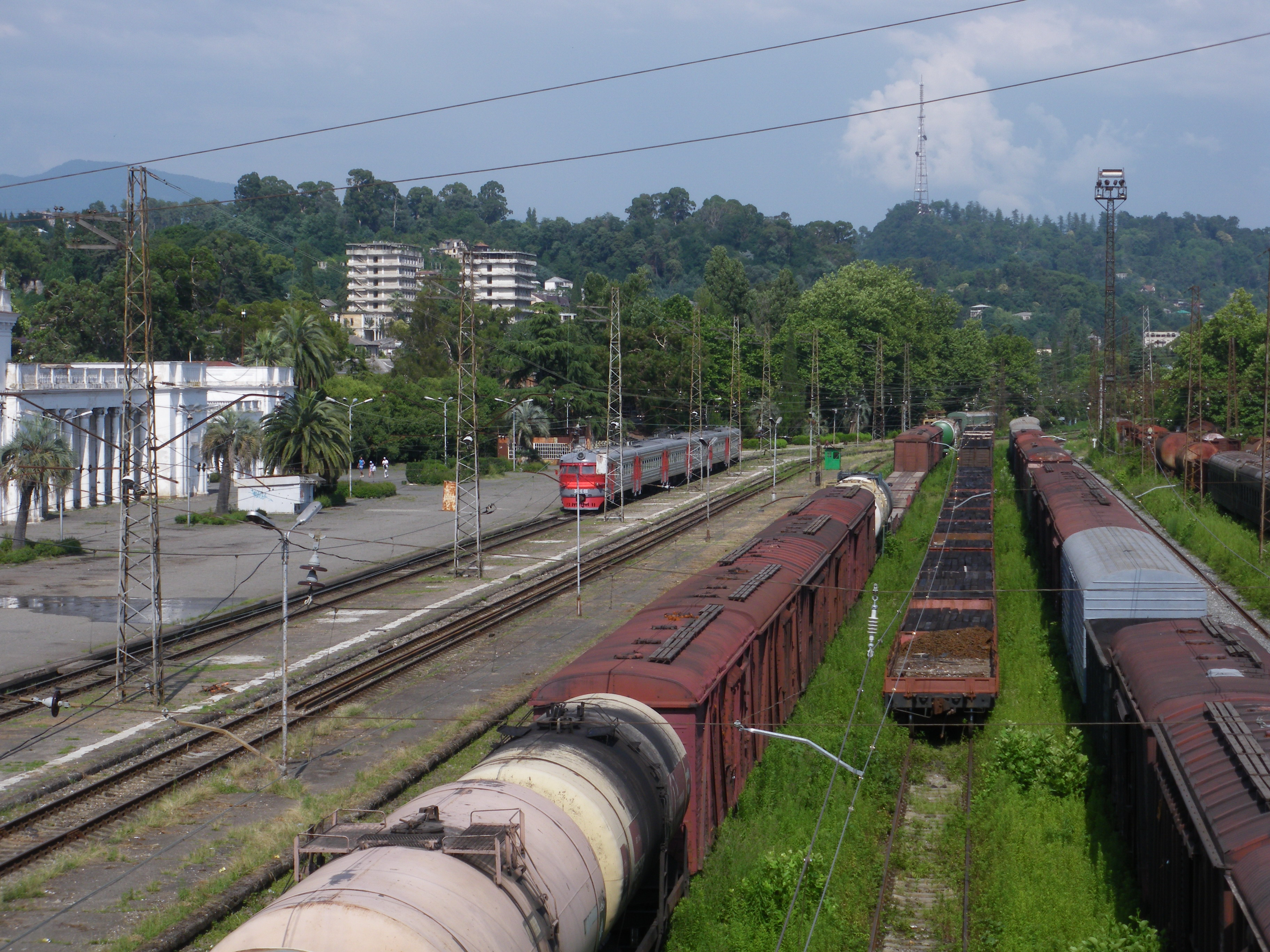
駅構内
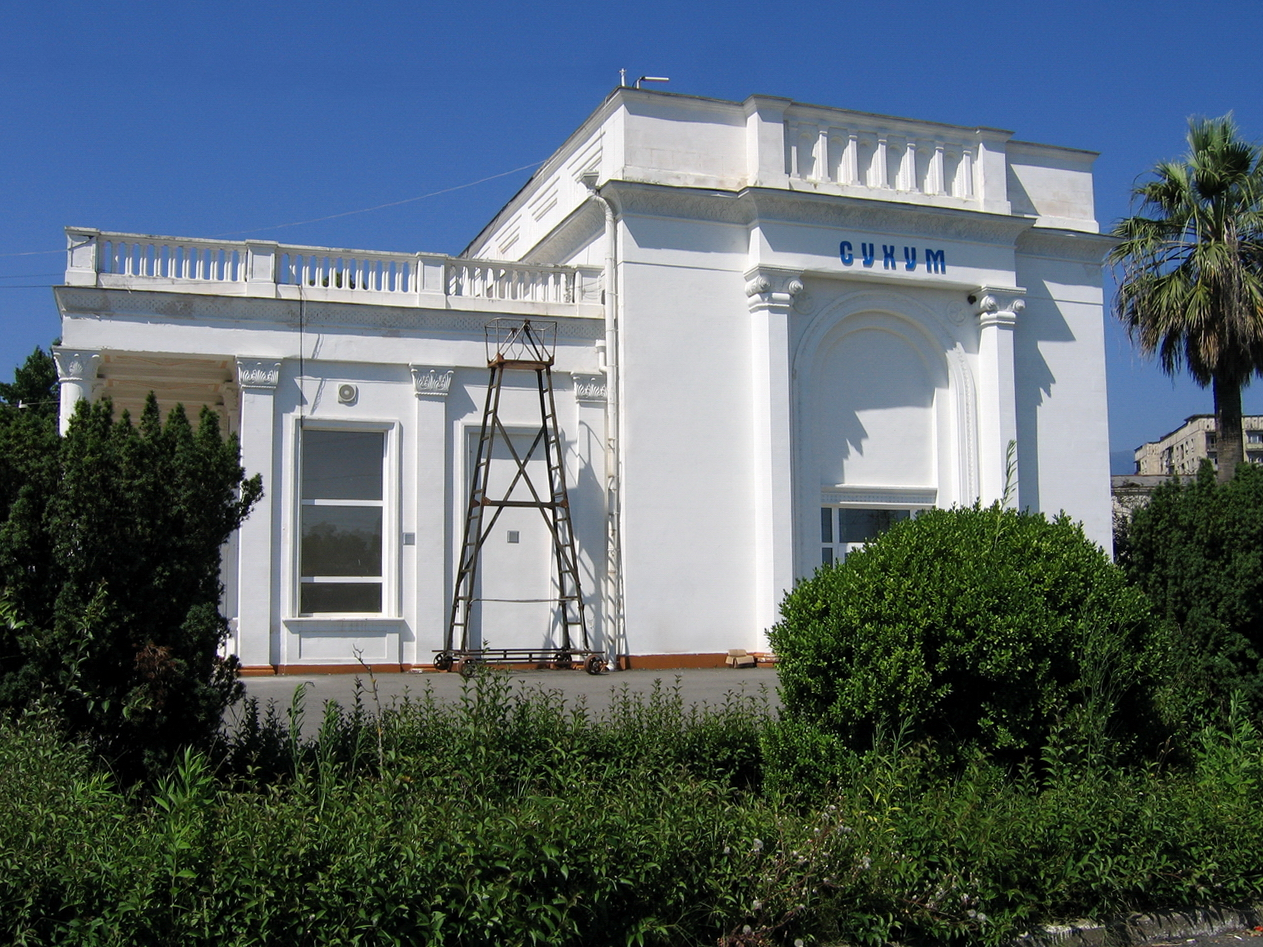
駅舎
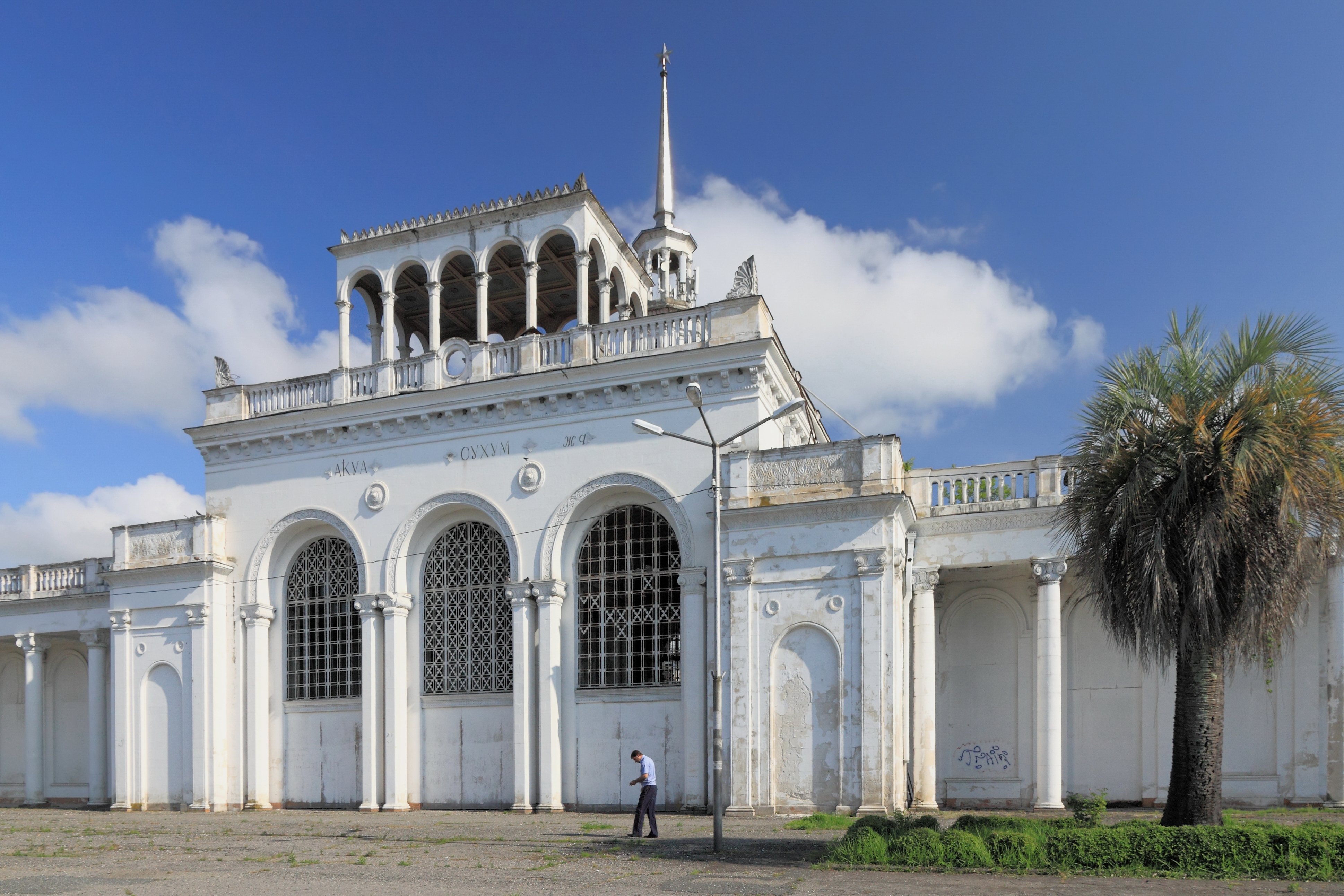
駅舎
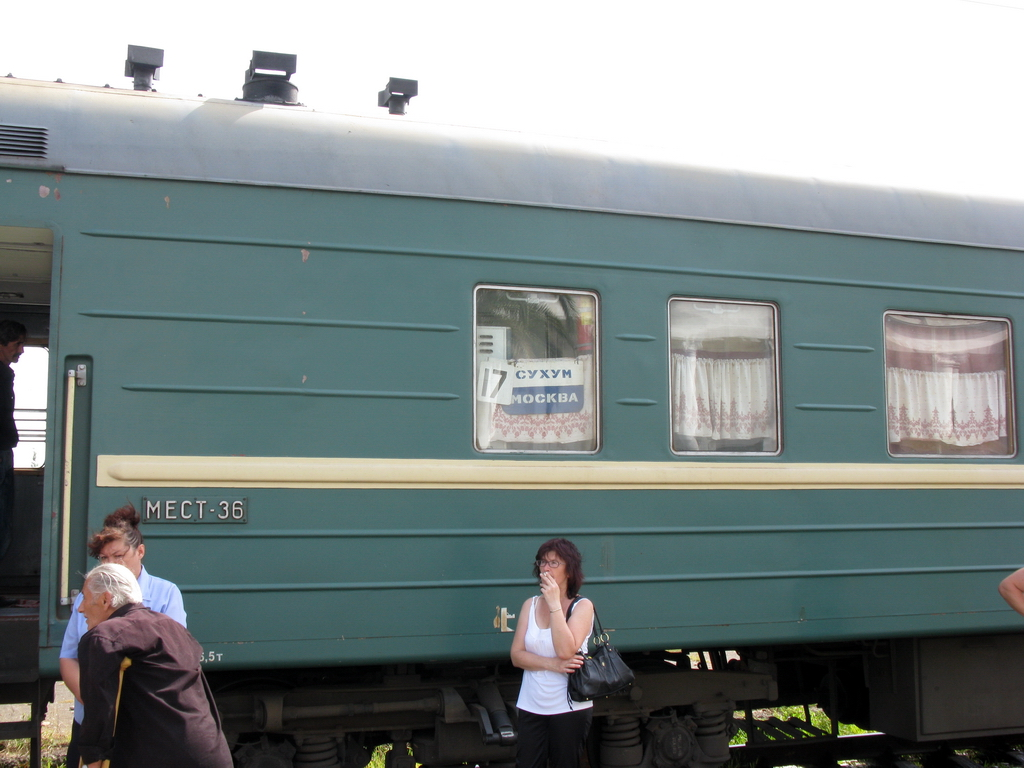
プラットホーム1に停車中のモスクワ - スフミ列車

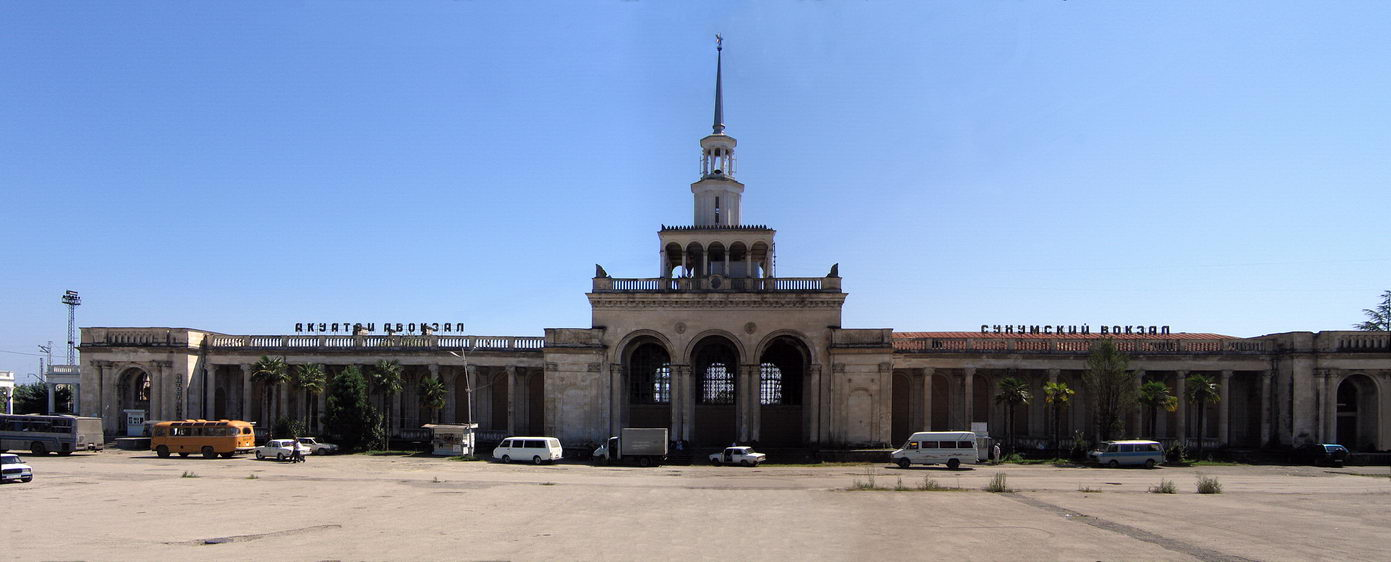
駅舎全景